# Mosquée de Karađoz-bey à Mostar
Pour l’article homonyme, voir Mosquée de Karađoz-bey à Kopoci.
La mosquée de Karađoz-bey est située en Bosnie-Herzégovine, sur le territoire de la ville de Mostar. Construite en 1557 et 1558, elle est inscrite sur la liste des monuments nationaux de Bosnie-Herzégovine.
Le quartier autour de la mosquée est lui aussi classé.

## Architecture

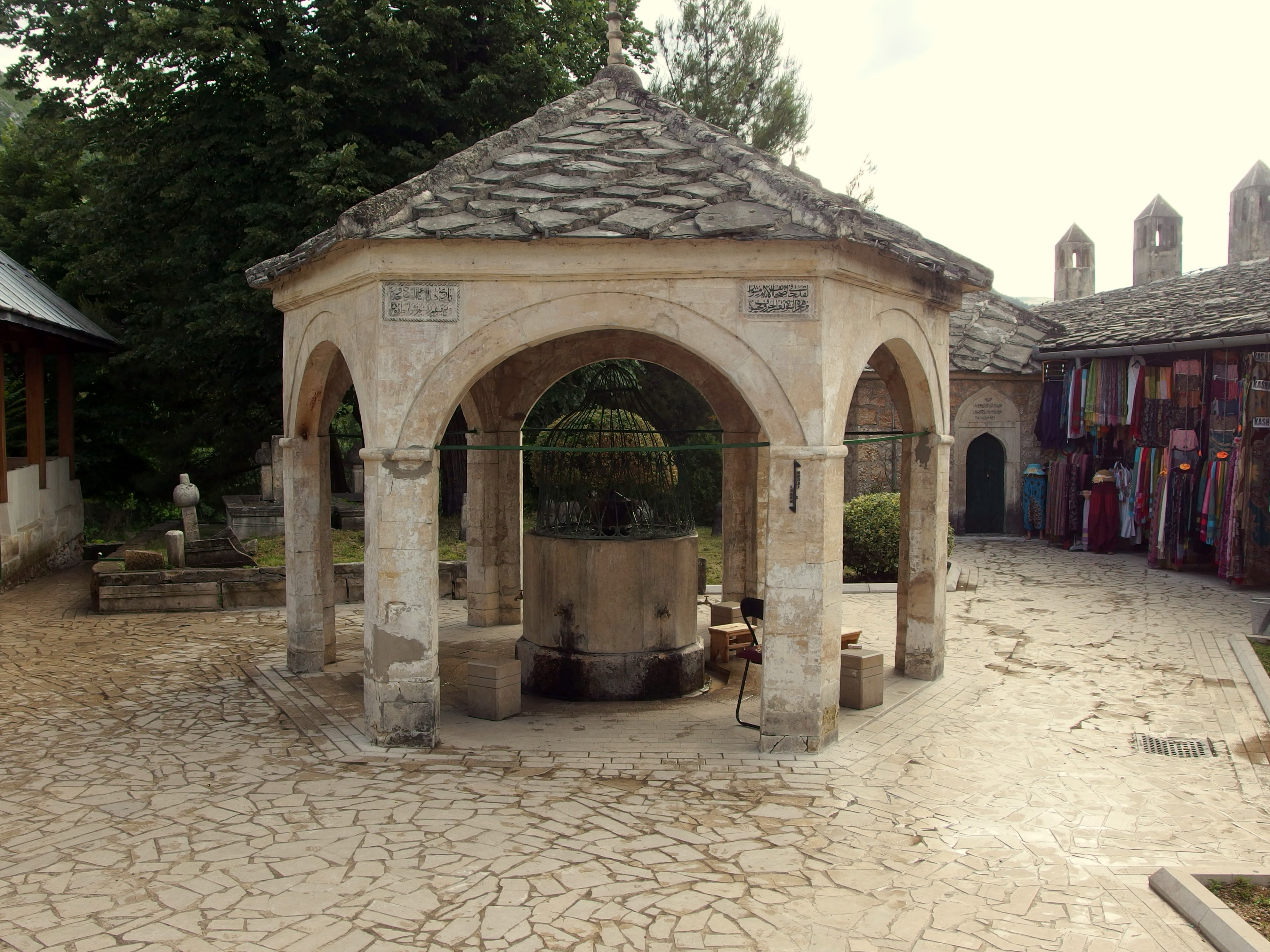
La cour intérieure de la mosquée Koski Mehemd-pacha